# Heinrich Müller-Erkelenz

Heinrich Müller-Erkelenz

Heinrich Müller-Erkelenz (* 16. März 1878 in Worms; † 1945 in Berlin) war ein deutscher Architekt. 

## Ausbildung
Müller-Erkelenz studierte in Nürnberg, München und Darmstadt und zählte Gabriel von Seidl und Karl Hofmann zu seinen Lehrern. Vor seiner Niederlassung als selbstständiger Architekt in Köln (1904) war er seit 1900 in verschiedenen Architekturbüros tätig und hierbei mehrjährig Mitarbeiter von Carl Moritz.

## Bauten und Entwürfe
Zu seinem Werk zählen Wohnsiedlungen, gewerbliche Bauten wie Hotels, Kaufhäuser oder Bürogebäude, aber auch Villen und andere Privathäuser.

### In Köln

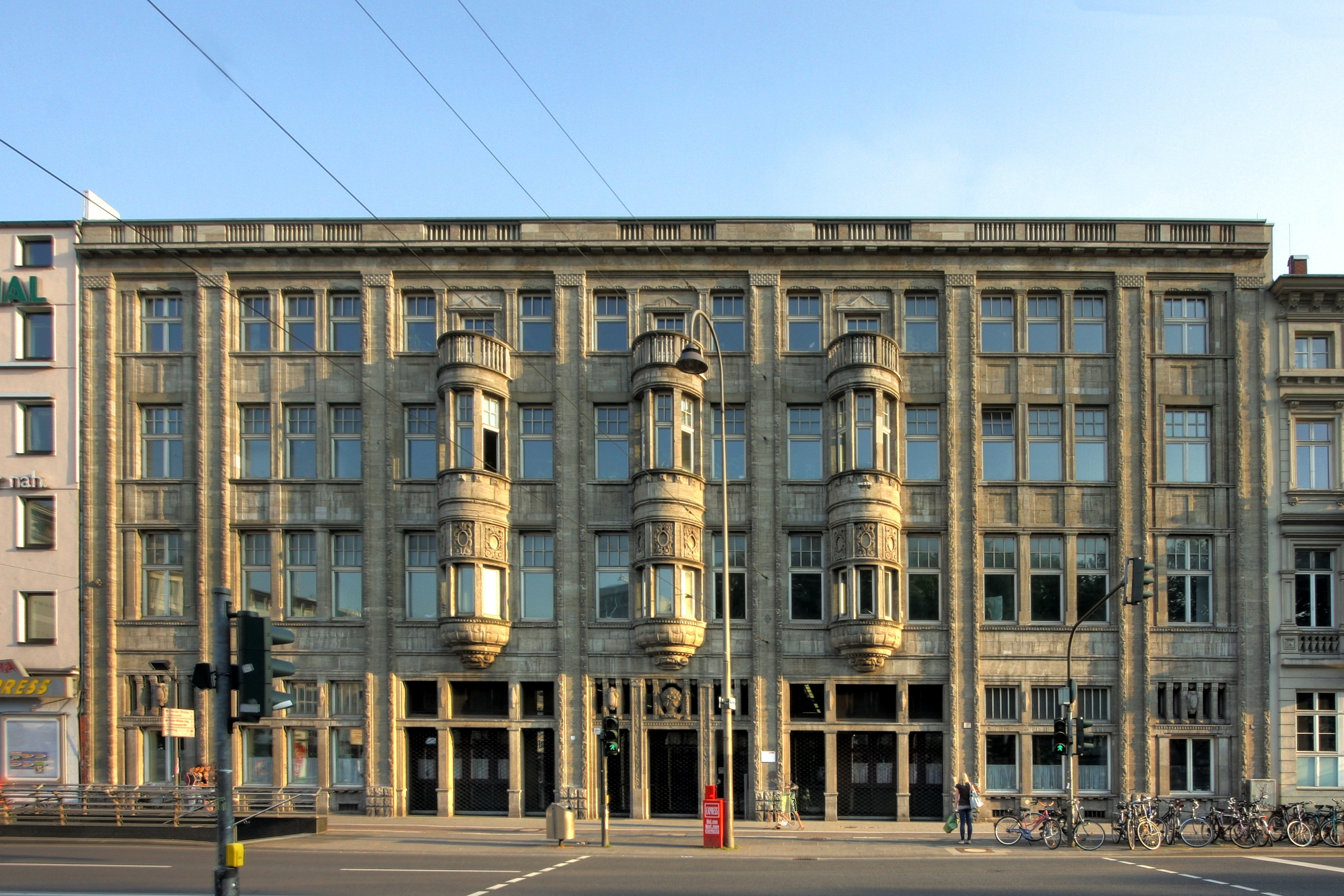
Gesundheitsamt Köln, Neumarkt 15–19

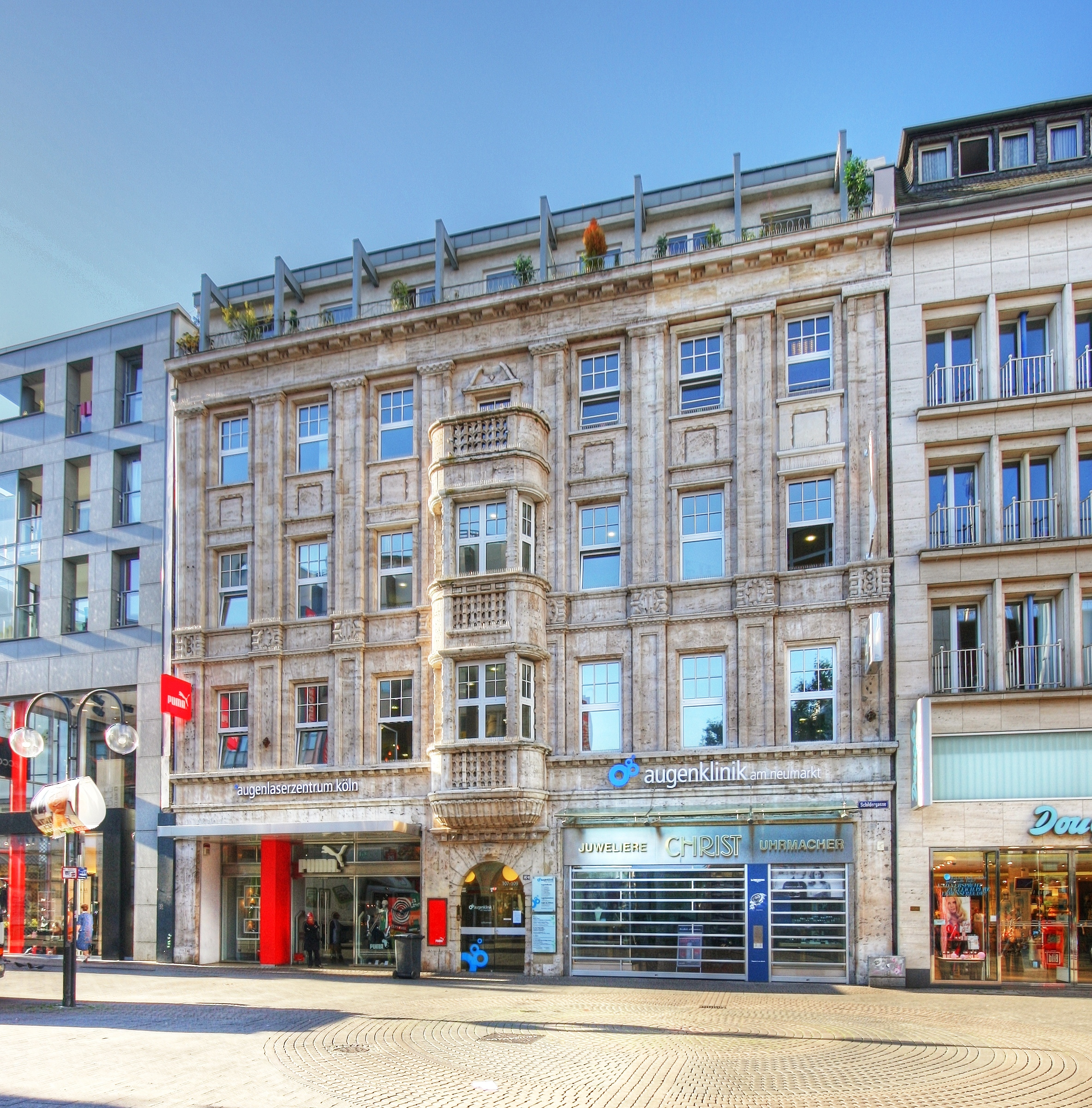
Schildergasse 107–109

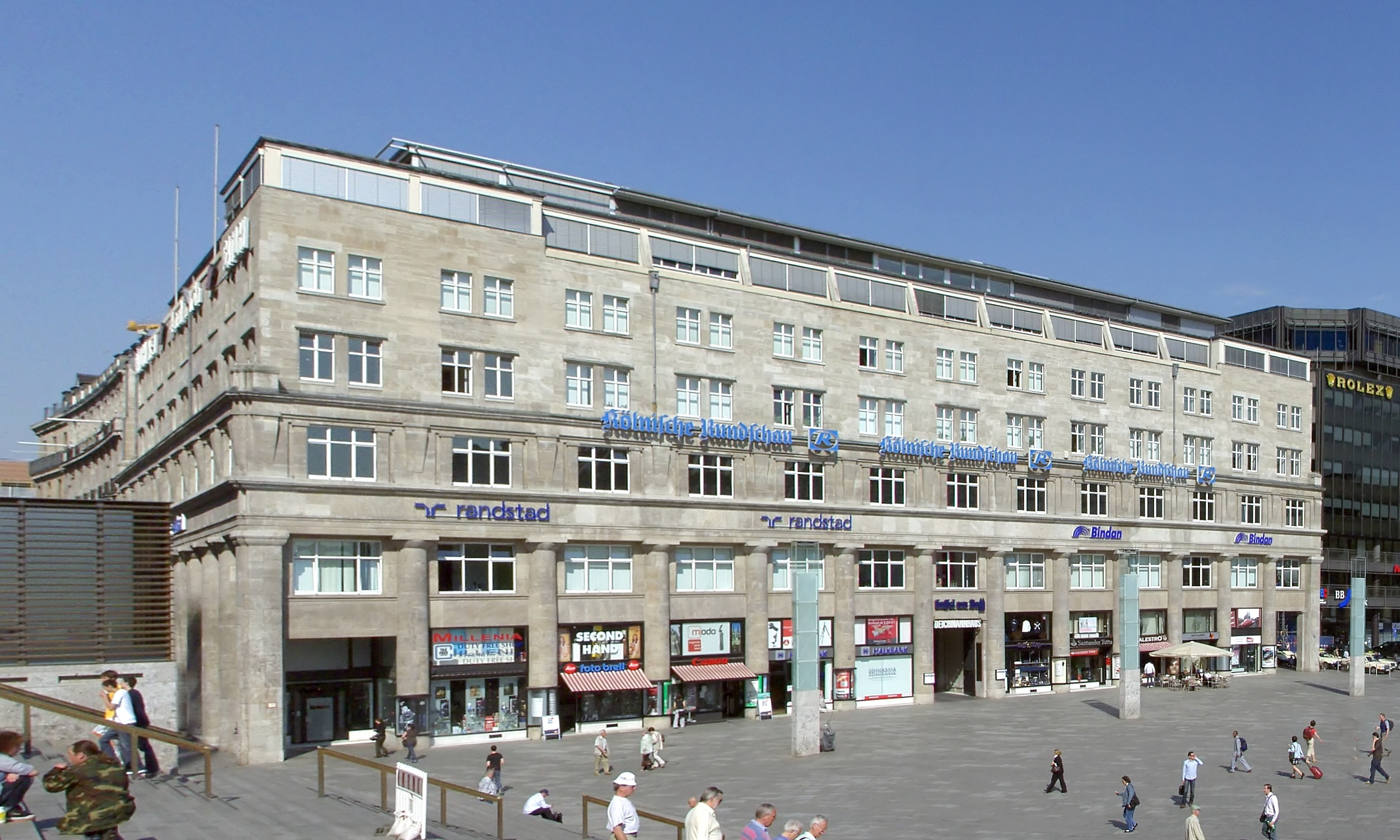
Deichmannhaus

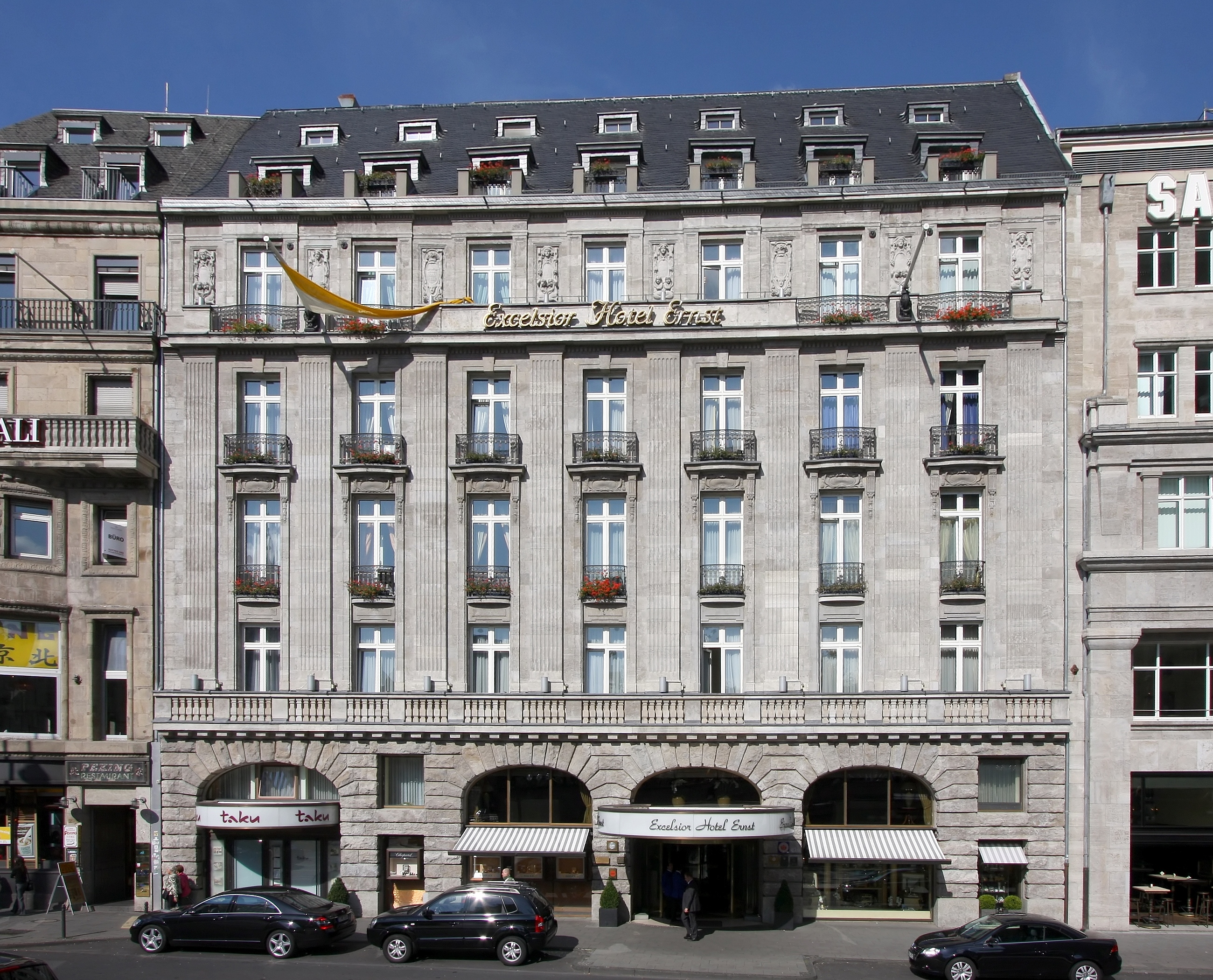
Excelsior Hotel Ernst

- um 1900:–9 Marienburg, Pferdmengesstraße 20, Entwurf für die Villa Braubach (Ausführung 1901 durch und nach Entwurf von Carl Moritz)
- 1905–1906: Marienburg, Bayenthalgürtel 7, Villa Best
- 1905–1906: Altstadt-Nord, Breite Straße, Gebäude für die Kölnische Zeitung
- 1906–1907: Marienburg, An der Alteburger Mühle 3, Villa M. Müller
- 1907:–9999 Altstadt-Nord, Breite Straße 78, Innenausbau des Wohnhauses Alfred Neven DuMont
- 1907:–9999 Lindenthal, Fürst-Pückler-Straße, Entwurf für die Villa Diel
- 1907–1908: Neustadt-Süd, Overstolzenstraße 5–13, Villa Alfred Neven DuMont
- 1908:–9999 Altstadt-Nord, Heumarkt 10, Haus Froitzheim
- um 1908:–9 Marienburg, Bayenthalgürtel 11, Entwurf für die Villa Herz (Ausführung 1908/1909 durch und nach Entwurf von Ziesel & Friedrich)
- 1908–1909: Altstadt-Nord, Hohe Straße 152–154, Kempinski-Haus
- 1908–1909: Altstadt-Nord, Große Budengasse 9
- 1908–1909: Altstadt-Nord, Neue Langgasse 3 (heute Neven-DuMont-Straße), Druckerei
- 1908–1909: Altstadt-Nord, Schildergasse 107–109, Geschäftshaus
- 1908–1909: Neustadt-Süd, Kleingedankstraße 8, Haus Joly
- 1908–1909: Altstadt-Süd, Neumarkt 15–19, Geschäftshaus der Firma Gebr. Bing Söhne
- 1908–1909: Altstadt-Nord, Apostelnstraße, Umbau des Metropol-Theaters
- 1908–1909: Deutz, Rheinallee 8, Geschäftshaus für die Westdeutsche Asphaltwerke
- 1908–1909: Altstadt-Nord, Komödienstraße, Umbau für die Firma Villeroy & Boch
- 1909:–9999 Lindenthal, Bachemer Straße 80a, Villa Posseaße / Richartzstraße, Dielhaus
- 1910:–9999 Neustadt-Nord, Worringer Straße 14, Haus Flechtheim
- 1910:–9999 Nippes, Nordstraße 17, Haus Kretzer[1]
- 1911:–9999 Altstadt-Nord, Wettbewerbsentwurf für ein Warenhaus der Leonhard Tietz AG (heute Kaufhof)
- 1911–1912: Marienburg, Oberländer Ufer 208, Villa Bales
- 1913–1914: Altstadt-Nord, Trankgasse 7–9, Deichmannhaus
- 1914–1915: Neustadt-Nord, Wörthstraße 21, Umbau des Wohnhauses Otto Wolff
- 1914–1915: Altstadt-Nord, Zeughausstraße 2, Umbau des Bürogebäudes Otto Wolff
- 1919:–9999 Kalk, Fabrikbauten und Wohnbebauung für die Maschinenbauanstalt Humboldt
- 1920:–9999 Höhenhaus, Berliner Straße, Siedlung des Unternehmens Felten & Guilleaume
- 1921–1922: Altstadt-Nord, Wettbewerb Kaufmannshof
- 1922–1923: Neustadt-Nord, Konrad-Adenauer-Ufer 55–61, Verwaltungsgebäude der Rheinischen A.G. für Braunkohlebergbau und Brikettfabrikation
- 1922–1923: Nippes, Xantener Straße 99, Bauten der Firma Hoffmann & Frank (ab 1931 Opekta)
- 1922–1923: Marienburg, Lindenallee 45, Villa Müller
- 1925:–9999 Deutz, Gotenring 19, Wohnhaus Kraus
- 1925:–9999 Wettbewerbsentwurf für die „Lese“ (3. Preis)
- 1925–1926: Altstadt-Nord, Trankgasse, Sanierung und Umbau des Excelsior Hotels Ernst
- 1925–1926: Altstadt-Nord, Heumarkt, Wettbewerbsentwurf für die Brückenkopf-Bebauung der Deutzer Brücke
- 1926:–9999 Altstadt-Nord, Umbau des Gebäudes Am Hof 41–45
- 1931:–9999 Neustadt-Nord, Kaiser-Wilhelm-Ring 31–41, Wettbewerbsentwurf für ein Verwaltungsgebäude der Allianz-Versicherung
- 1936:–9999 Altstadt-Nord, Umbau des Gebäudes Andreaskloster 14
- 1936:–9999 Altstadt-Süd, An St. Katharinen 8–10 / Katharinenhof 1–8

### Außerhalb Kölns

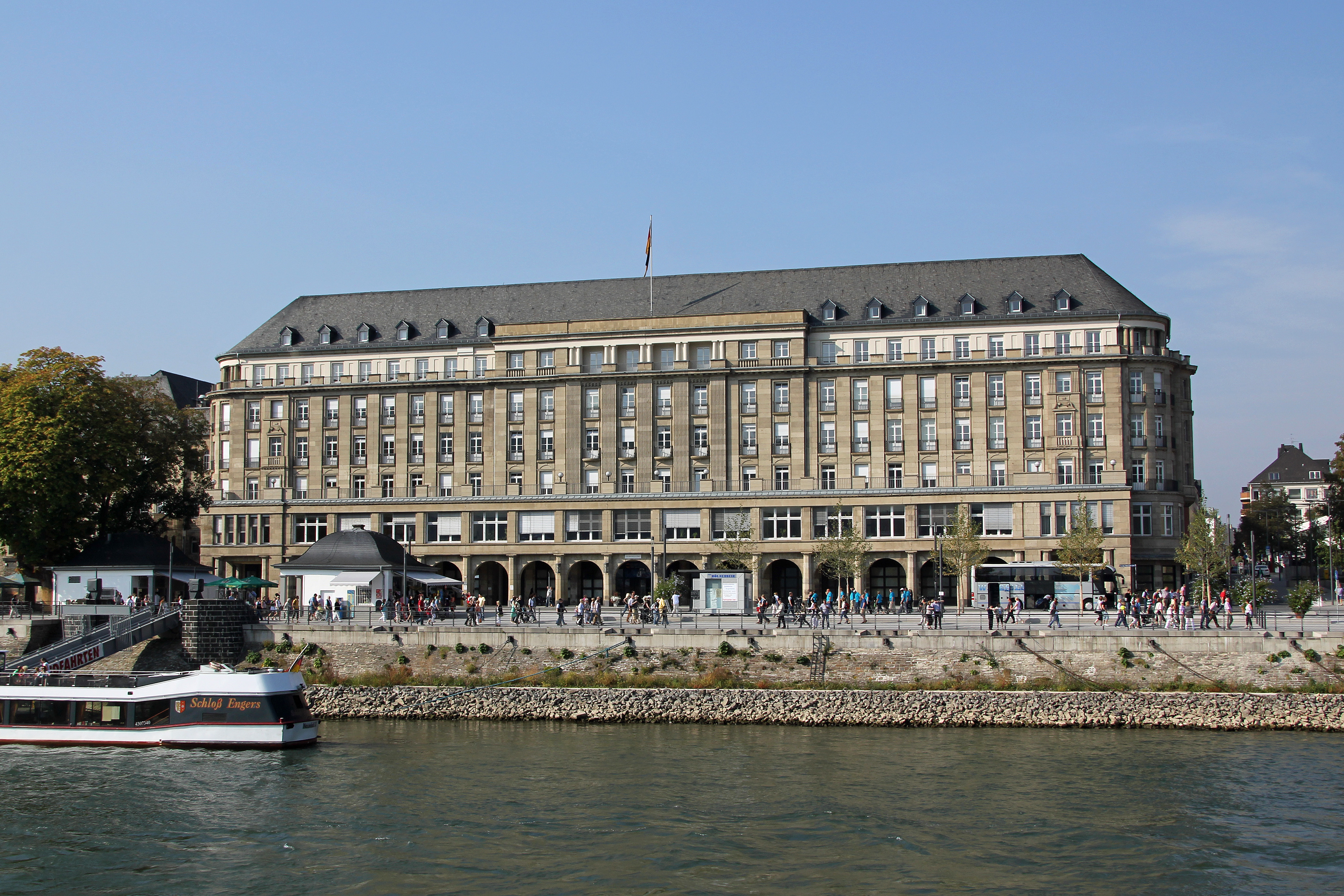
Der ehemalige Koblenzer Hof in den Rheinanlagen von Koblenz

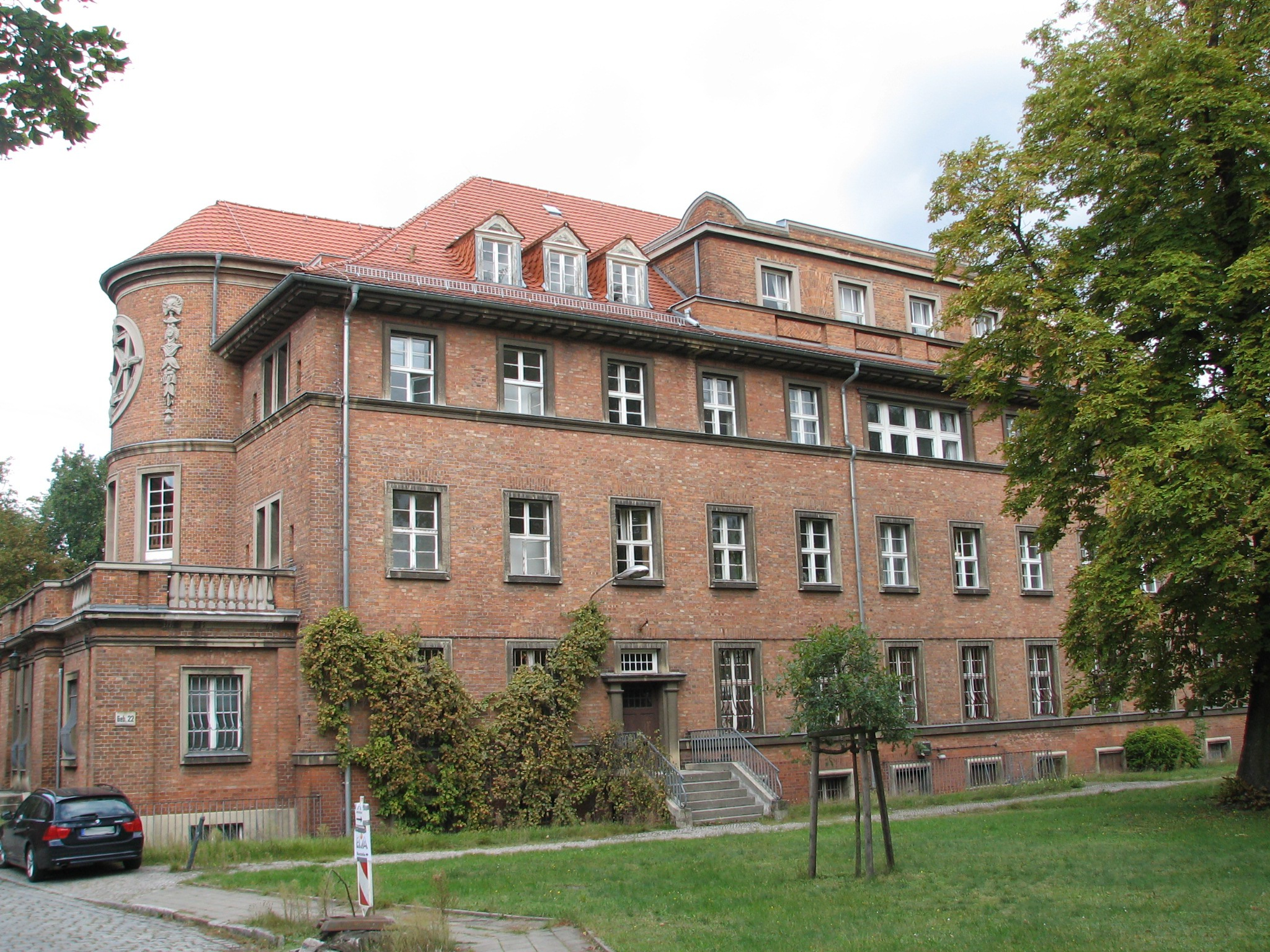
Gebäude der ehemaligen Glanzfilm AG in Berlin-Köpenick

- 1907:–9999 Rösrath, Umbau des Ritterguts Venauen
- 1910–1911: Bad Godesberg, Kronprinzenstraße 6, Villa (Haus Cremer)
- 1911–1912: Bad Nauheim, Jeschke's Grand-Hotel
- 1911–1913: Bonn-Poppelsdorf, Erweiterung der Soennecken-Fabrik
- 1912–1913: Koblenz, Grand-Hotel „Koblenzer Hof“
- 1912–1913: München, Hotel „Der Königshof“
- 1913:–9999 Pforzheim, Wettbewerbsentwurf für eine Brücke über die Enz (2. Preis)
- 1913–1914: Königswinter, Hotel Petersberg
- 1916–1917: Premnitz, Pulverfabrik und Siedlung für die Vereinigten Köln-Rottweiler Pulverfabriken[2]
- 1918–1919: Bad Godesberg, Ortsteil Plittersdorf, Am Büchel 53[3], Villa für die Familie Theodor Wilhelm Düren (1995 abgebrochen)[4]
- 1919:–9999 Emmerich, Wettbewerbsentwurf für ein Rathaus (Ankauf)
- 1922–1925: Berlin-Köpenick, Glanzfilm-Fabrik auf der Halbinsel Krusenick[5]
- 1925:–9999 Frankfurt (Oder), Wettbewerbsentwurf für den „Handelshof“ am Bahnhofsvorplatz (Ankauf)
- 1926–1927: Frankfurt (Oder), Hotel- und Bürohaus
- 1928:–9999 (Wuppertal-) Barmen, Wettbewerbsentwurf für ein Hotel
- 1929:–9999 Berlin, Wettbewerbsentwurf zur Bebauung des Alexanderplatzes
- 1939:–9999 Bayreuth, NS-Planung